# Esqui aquático nos Jogos Pan-Americanos de 2011
O esqui aquático nos Jogos Pan-Americanos de 2011 foi realizado em Guadalajara, México, entre 20 e 23 de outubro. Foram disputados nove eventos no Clube de Esqui Aquático Boca Laguna, sendo cinco no masculino e quatro no feminino.

## Calendário
| Outubro        | 13 | 14 | 15 | 16 | 17 | 18 | 19 | 20 | 21 | 22 | 23 | 24 | 25 | 26 | 27 | 28 | 29 | 30 |
| -------------- | -- | -- | -- | -- | -- | -- | -- | -- | -- | -- | -- | -- | -- | -- | -- | -- | -- | -- |
| Esqui aquático |    |    |    |    |    |    |    |    |    | 3  | 6  |    |    |    |    |    |    |    |

|  | Dia de competição |  | Dia de final |

## Países participantes
Abaixo, a quantidade de atletas enviados por cada país, de acordo com o evento.
| CON                | Masculino | Masculino | Masculino | Masculino | Masculino | Feminino | Feminino | Feminino | Feminino | Cotas | Atletas |
| CON                | Truques   | Slalom    | Rampa     | Geral     | Wakeboard | Truques  | Slalom   | Rampa    | Geral    | Cotas | Atletas |
| ------------------ | --------- | --------- | --------- | --------- | --------- | -------- | -------- | -------- | -------- | ----- | ------- |
| ARG Argentina      | 3         | 3         | 3         | 3         | 1         | 1        |          | 1        |          | 15    | 5       |
| BRA Brasil         |           | 2         |           |           | 1         | 1        |          | 1        |          | 5     | 4       |
| CAN Canadá         | 2         | 2         | 1         | 1         | 1         | 2        | 2        | 2        | 2        | 15    | 5       |
| CHI Chile          | 2         | 2         | 2         | 2         |           | 1        | 2        | 1        | 1        | 13    | 4       |
| COL Colômbia       | 2         | 3         | 2         | 2         | 1         | 1        | 1        | 1        | 1        | 14    | 5       |
| ECU Equador        |           |           |           |           | 1         |          |          |          |          | 1     | 1       |
| MEX México         | 1         | 3         | 1         | 1         | 1         | 1        | 1        | 1        | 1        | 11    | 5       |
| PER Peru           |           | 1         | 1         |           | 1         | 2        | 1        | 2        | 1        | 9     | 5       |
| USA Estados Unidos | 1         | 1         | 1         |           | 1         | 1        | 1        | 1        | 1        | 8     | 5       |
| Total: 9 CONs      | 11        | 11        | 17        | 10        | 8         | 10       | 7        | 10       | 7        | 92    | 38      |

## Medalhistas
Masculino
| Evento                | Ouro                                    | Prata                       | Bronze                       |
| --------------------- | --------------------------------------- | --------------------------- | ---------------------------- |
| Slalom detalhes       | Jonathan Travers USA Estados Unidos     | Jason McClintock CAN Canadá | Carlos Lamadrid MEX México   |
| Truques detalhes      | Javier Julio ARG Argentina              | Jason McClintock CAN Canadá | Felipe Miranda CHI Chile     |
| Rampa detalhes        | Frederick Krueger IV USA Estados Unidos | Rodrigo Miranda CHI Chile   | Felipe Miranda CHI Chile     |
| Geral detalhes        | Javier Julio ARG Argentina              | Felipe Miranda CHI Chile    | Rodrigo Miranda CHI Chile    |
| Wakeboard[a] detalhes | Andrew Adkison USA Estados Unidos       | Marcelo Giardi BRA Brasil   | Alejo de Palma ARG Argentina |

Feminino
| Evento           | Ouro                              | Prata                         | Bronze                            |
| ---------------- | --------------------------------- | ----------------------------- | --------------------------------- |
| Slalom detalhes  | Regina Jaquess USA Estados Unidos | Whitney McClintock CAN Canadá | Karen Stevens CAN Canadá          |
| Truques detalhes | Whitney McClintock CAN Canadá     | María Linares COL Colômbia    | Regina Jaquess USA Estados Unidos |
| Rampa detalhes   | Regina Jaquess USA Estados Unidos | Whitney McClintock CAN Canadá | Karen Stevens CAN Canadá          |
| Geral detalhes   | Regina Jaquess USA Estados Unidos | Whitney McClintock CAN Canadá | Karen Stevens CAN Canadá          |

## Quadro de medalhas
| Ordem | País               | Medalha de ouro | Medalha de prata | Medalha de bronze |    |
| ----- | ------------------ | --------------- | ---------------- | ----------------- | -- |
| 1     | USA Estados Unidos | 6               |                  | 1                 | 7  |
| 2     | ARG Argentina      | 2               |                  | 1                 | 3  |
| 3     | CAN Canadá         | 1               | 5                | 3                 | 9  |
| 4     | CHI Chile          |                 | 2                | 3                 | 5  |
| 5     | BRA Brasil         |                 | 1                |                   | 1  |
|       | COL Colômbia       |                 | 1                |                   | 1  |
| 7     | MEX México         |                 |                  | 1                 | 1  |
| TOTAL | TOTAL              | 9               | 9                | 9                 | 27 |

## Doping
^  O canadense Aaron Rathy originalmente conquistou a medalha de prata no wakeboard, mas foi desclassificado pela Organização Desportiva Pan-Americana (ODEPA) por testar positivo pelo uso da substância proibida metilhexanamina. A medalha foi remanejada ao brasileiro Marcelo Giardi, e o argentino Alejo de Palma recebeu a medalha de bronze.